# Campionat del Món de futbol sala femení AMF 2013
El II Campionat del Món de Futsal femení de l'Associació Mundial de Futsal es disputa entre el 7 i el 16 de novembre de 2013 a la ciutat de Barrancabermeja (Colòmbia), organitzat per la Federación Colombiana de Fútbol de Salón, amb la participació de 16 seleccions nacionals.

## Participants
En relació al I Campionat del Món celebrat a Reus el torneig augmenta en 4 participants, passant de 12 a 16
Europa  perd 3 equips (de 7 a 4) i no té cap debutant: Es mantenen Catalunya (actual campiona), Rússia (4a), Txèquia (9a) i Itàlia (11a), mentre que Galícia (subcampiona) Ucraïna (10a) i Bèlgica (12a) seran absents.
Per Sud-amèrica repeteixen les 4 seleccions que estigueren a Reus: Colòmbia (bronze), Argentina (5a), Paraguai (7a) i Veneçuela (8a) a les quals s'afegeixen 2 debutants: Brasil i l'Uruguai
Oceania manté el seu representant (Austràlia) que va ser 6a a Catalunya.
El Campionat estén en la seva segona edició la seva representació a la resta de continents, així, des de Nord-amèrica debutaran Canadà, Estats Units i El Salvador, per Àfrica  ho farà Marroc i per part de l'Àsia participarà el Taipei Xinès.

## Sorteig dels grups
El sorteig dels grups per la primera fase es va celebrar a l'Hotel Casa Dann Carlton el 24 de juliol de 2013, amb els següents pots:
- Pot 1, amb les 4 millors classificades al I Mundial (Reus'08) presents en aquest campionat: Colòmbia (bronze i organitzadora), Catalunya (actual campiona), Rússia (4a) i Argentina (5a).
- Pot 2, amb les següents 4 seleccions amb experiència mundialista: Austràlia (6a), Paraguai (7a), Veneçuela (8a) i Txèquia (9a).
- Pot 3, amb la pitjor classificada a Reus (de les participants), Itàlia (11a) i 3 debutants: Brasil, Estats Units i Canadà.
- Pot 4, amb les restants 4 debutants: Taipei Xinès, El Salvador, Marroc i l'Uruguai.

| Grup A | Grup A    |
| ------ | --------- |
|        | Colòmbia  |
|        | Austràlia |
|        | Canadà    |
|        | Marroc    |

| Grup B | Grup B    |
| ------ | --------- |
|        | Catalunya |
|        | Veneçuela |
|        | Itàlia    |
|        | Uruguai   |

| Grup C | Grup C       |
| ------ | ------------ |
|        | Rússia       |
|        | Paraguai     |
|        | Brasil       |
|        | Taipei Xinès |

| Grup D | Grup D       |
| ------ | ------------ |
|        | Argentina    |
|        | Txèquia      |
|        | Estats Units |
|        | El Salvador  |

La selecció catalana es va preparar per a aquest campionat participant en diverses competicions internacionals prèvies, amb la intenció de revalidar el títol.

## Fase Inicial
Llegenda
| Pts = Punts totals PJ = Partits jugats PG = Partits guanyats PE = Partits empatats PP = Partits perduts |  | GF = Gols a favor GC = Gols en contra DG = Diferència de gols (GF-GC) Ressaltat en verd = Equip classificat pels quarts de final. Horaris segons fús català d'hivern (UTC+1) |  |  |

| GRUP A    | Pts | PJ | PG | PE | PP | GF | GC | DG  |
| --------- | --- | -- | -- | -- | -- | -- | -- | --- |
| Colòmbia  | 6   | 3  | 3  | 0  | 0  | 37 | 0  | +37 |
| Austràlia | 4   | 3  | 2  | 0  | 1  | 16 | 6  | +10 |
| Canadà    | 1   | 3  | 0  | 1  | 2  | 6  | 29 | -23 |
| Marroc    | 1   | 3  | 0  | 1  | 2  | 5  | 29 | -24 |

| 8 de novembre - 2:00                                                                                          |      |        |                             |
| Colòmbia | 16-0 | Canadà | Coliseo Luis F. Castellanos |
| Shandira Wright Paula Botero 7 Yurika Marmol Natalia Riveros 3 Paola Estrada Ingrid Jaramillo 2 Andrea Garzón |      |        | Coliseo Luis F. Castellanos |

- 4t partit (prèvia): Serà el debut d'un equip nord-americà a un Mundial
- Récord golejador als Mundials, 3a selecció imbatuda (Colòmbia) i 3a sense marcar (Canadà)
- També rècord individual els 7 gols de Paula Botero (el máxim a Reus'08 va ser els 4 de la també colombiana Rendón)
- Les amfitriones amb la golejada copen la classificació golejadora: Botero 1a, Riveros 3a i Jaramillo 5a

| 8 de novembre - 21:30                                                     |     |        |                             |
| Austràlia                                                                 | 8-0 | Marroc | Coliseo Luis F. Castellanos |
| Isabella Walker Fabiana Perfilio Jodie Bain 2 Jade Banks Caitlin Jarvie 3 |     |        | Coliseo Luis F. Castellanos |

- 6è partit (prèvia): Ara és l'Àfrica, l'últim continent fins avui sense presència al Campionat del Mön
- Austràlia fa la 3a major golejada i se situa en aquesta posició de millor atac, a més de romandre imbatuda.
- Marroc és la 4a selecció que s'estrena sense gols
- Caitlin Jarvie fa quàdruple l'empat en el segon lloc golejador individual amb el seu hat-trick
- Jodie Bain se situa 6a amb el seu doblet

| 9 de novembre - 21:30                         |     |                                                             |                             |
| Canadà                                        | 5-5 | Marroc                                                      | Coliseo Luis F. Castellanos |
| Nicole Carvallo Mónica Cordero Keyla Moreno 3 |     | 2 Bassira Moudou Nassi Dalila Amarrvur Hakimi Kaovang Sayta | Coliseo Luis F. Castellanos |

- 10é partit (prèvia): Si el primer partit de la 3a jornada (Ita-Uru) ha servit perquè totes dues seleccions anoten els seus primers gols del campionat, en aquest juguen les altres dues que no havien marcat cap gol a la seva estrena.
- Ja han marcat algun gol totes les seleccions del Mundial
- Cap empat als 8 partits de les primeres 2 jornades i en la 3a van 2 de 2.
- Partit plé d'alternatives: s'avança Canadà, remuntá Marroc 1-2 i les nord-americanes empataren a 2, a 3 i, definitivament a 5.
- Keyla Moreno (Can) amb el seu hat-trick se sitúa 2a a la taula de golejadores empatada amb 4 jugadores més. Bassira Moudou (doblet) fa el mateix al 7é lloc amb altres 7
- Com al grup B, ara qui s'impose al proper partit (Col-Aus) a les 2 hores, ja estarà als 1/4 de final
- Marroc dona el 1r punt al continent africà.

| 10 de novembre - 2:00                                                      |     |           |                             |
| Colòmbia                                                                   | 5-0 | Austràlia | Coliseo Luis F. Castellanos |
| Jade Banks (pp) Natalia Riveros Paula Botero Andrea Garzón Shandira Wright |     |           | Coliseo Luis F. Castellanos |

- 12é partit (prèvia): S'enfronten el 1r i el 3r millors atacs del campionat, totes dues imbatudes. Qui guanyi serà la 2a selecció als quarts de final
- Colòmbia ja és als quarts de fina, jugarà amb la 2a del grup B. És el millor atac del campionat amb 21 gols i l'única imbatuda, juntament amb Veneçuela, l'altra classificada
- Les colombianes copen encara més la talua golejadora: Botero 1a amb 8 gols, Riveros 2a amb 4, Garzón 3a amb 3 i Wright i Jaramillo 9as amb 2
- 1r gol en pròpia porta del Mundial

Possibilitats davant la darrera jornada del grup:
| Austràlia-Canadà                                 | Colòmbia-Marroc           | Variants | 1a       | 2a        |
| ------------------------------------------------ | ------------------------- | -------- | -------- | --------- |
| Guanya Austràlia o empaten                       | qualsevol resultat        |          | Colòmbia | Austràlia |
| Guanya Canadà                                    | Guanya Colòmbia o empaten |          | Colòmbia | Canadà    |
| Guanya Canadà per menys de 8 gols més que Marroc | Guanya Marroc             |          | Colòmbia | Marroc    |
| Guanya Canadà per més de 8 gols més que Marroc   | Guanya Marroc             |          | Colòmbia | Canadà    |

| 11 de novembre - 20:00                                                                  |     |               |                             |
| Austràlia                                                                               | 8-1 | Canadà        | Coliseo Luis F. Castellanos |
| Caitlin Jarvie 2 Fabiana Perfilio Isabella Walker Jade Banks Kate Lutkins 2 Jodie Baien |     | Ashley Osorio | Coliseo Luis F. Castellanos |

- 17é partit (previa)
  - Austràlia pasa si guanya. També si empata i Marroc no guaya per >11. Si perd está fora.
  - Canadà no li resta una altra que guanyar i esperar que Colòmbia i el Marroc no empatin.
- Australia venç Canadà, es classifica i deixa fora al Marroc i Canadà.
- Colòmbia serà 1a de grup si no perd per més d'11 gols
- Les 2 debutants es queden fora. Colòmbia i Austràlia amb l'oportunitat de millorar els seus 3r i 6é llocs assolits al I Mundial.
- Caitlin Jarvie avança Natalia Riveros (Col) i se situa amb 5 gols com a segona golejadora del Mundial en solitari

| 12 de novembre - 2:00                                                                                             |      |        |                             |
| Colòmbia | 16-0 | Marroc | Coliseo Luis F. Castellanos |
| Paula Botero 4 Natalia Riveros Marcela Calderón Yurika Mármol 3 Ingrid Jaramillo 3 Andrea Garzón Leidy Calderón 3 |      |        | Coliseo Luis F. Castellanos |

- Paula Botero, amb 12 gols en 3 partits ha fet més del doble que qualsevol altra jugadora del campionat.
- Ingrid Jaramillo i Natalia Riveros (2as amb 5 gols), Andrea Garzón i Yurika Marmol (5as amb 4) i Leidy Calderón (8a amb3) segueixen copant el top golejador.

| GRUP B    | Pts | PJ | PG | PE | PP | GF | GC | DG  |
| --------- | --- | -- | -- | -- | -- | -- | -- | --- |
| Veneçuela | 6   | 3  | 3  | 0  | 0  | 20 | 1  | +19 |
| Catalunya | 4   | 3  | 2  | 0  | 1  | 8  | 2  | +6  |
| Itàlia    | 1   | 3  | 0  | 1  | 2  | 3  | 13 | -10 |
| Uruguai   | 1   | 3  | 0  | 1  | 2  | 2  | 17 | -15 |

| 7 de novembre - 21:30                                                                      |      |         |                             |
| Veneçuela                                                                                  | 11-0 | Uruguai | Coliseo Luis F. Castellanos |
| Mikilena Romero 3 Yucelis Camargo 2 Petra Cabrera 2 Yulenis Hernández 2 Alejandra Prieto 2 |      |         | Coliseo Luis F. Castellanos |

- 2n partit: Superat el 1r tant en gols marcats, com en diferència. Veneçuela té el millor atac ara per ara
- Uruguai és la 1a selecció que es queda sense marcar
- MIkilena Romero fa el 2n triplet del Campionat i empata amb Jitka Chlastakovab (Txè) al capdavant de les golejadores.

| 8 de novembre - 0:30                                    |     |        |                             |
| Catalunya                                               | 4-0 | Itàlia | Coliseo Luis F. Castellanos |
| Beatriz Lerena Laia Rodríguez Sheila Barrull Anna Munné |     |        | Coliseo Luis F. Castellanos |

- 3r partit: Catalunya és la 2a selecció que comença imbatuda (com ara Veneçuela) i Itàlia la 2a que no marca (com ara Uruguai)

| 9 de novembre - 20:00        |     |                           |                             |
| Itàlia                       | 2-2 | Uruguai                   | Coliseo Luis F. Castellanos |
| Gaia Tombolini Arianna Rossi |     | Paula Novo Andrea Pereira | Coliseo Luis F. Castellanos |

- 9é partit (prèvia): S'enfronten 2 de les 4 seleccions que encara no han marcat cap gol aquest Mundial.
- Avançà les europees Tombolini, empatà Novo i remuntà Pereira ja a la segona meitat i Rossi establí l'empat definitiu.
- Primer empat del Campionat, amb aquest resultat, l'equip que guanyi el proper partit (Cat-Ven) a les 0:30 serà el primer a classificar-se per als quarts de final.

| 10 de novembre - 0:30 |     |                                   |                             |
| Catalunya             | 0-2 | Veneçuela                         | Coliseo Luis F. Castellanos |
|                       |     | Yessica Rodríguez Yucelis Camargo | Coliseo Luis F. Castellanos |

- 11é partit (prèvia): Qui guanyi aquest partit serà la 1a classificada per a quarts de final. Si empaten, romandrà encara tot obert de cara a l'última jornada. Juguen 2 de les 4 imbatudes del campionat.
- Veneçuela és la 1a selecció classificada per als quarts de final, jugarà contra la 2a del grup A
- Yucelis Camargo s'uneix al club de les tri-golejadores. Ja en son 6 ocupant el segon lloc.

Possibilitats davant la darrera jornada del grup:
| Veneçuela-Itàlia           | Catalunya-Uruguai                                 | Variants | 1a        | 2a        |
| -------------------------- | ------------------------------------------------- | -------- | --------- | --------- |
| Guanya Veneçuela o empaten | Guanya Catalunya o empaten                        |          | Veneçuela | Catalunya |
| Guanya Veneçuela o empaten | Guanya Uruguai                                    |          | Veneçuela | Uruguai   |
| Guanya Itàlia              | Guanya Catalunya o empaten                        |          | Veneçuela | Catalunya |
| Guanya Itàlia              | Guanya Uruguai per menys de 7 gols més que Itàlia |          | Veneçuela | Itàlia    |
| Guanya Itàlia              | Guanya Uruguai per més de 7 gols més que Itàlia   |          | Veneçuela | Uruguai   |

| 11 de novembre - 21:30                                                       |     |                |                             |
| Veneçuela                                                                    | 7-1 | Itàlia         | Coliseo Luis F. Castellanos |
| Yessica Rodríguez 3 Yulenis Hernández Alejandra Prieto Estefanía Rodríguez 2 |     | Gaia Tombolini | Coliseo Luis F. Castellanos |

- 18é partit (prèvia)
  - Veneçuela ja està als quarts i és gairebé 1a de grup
  - Itàlia deu guanyar i esperar que a l'altre partit Catalunya perda. Si guanya de >6 li val l'empat català.
- Veneçuela elimina Itàlia del Mundial, i l'altra plaça serà pel vencedor de l'últim partit. En cas d'empat, serà per Catalunya
- Colòmbia resta ara com a l'única imbatuda del campionat.
- Yessica Rodríguez empata amb Rivero (Col) a la 3a plaça amb 4 gols.

| 12 de novembre - 0:30                                       |     |         |                             |
| Catalunya                                                   | 4-0 | Uruguai | Coliseo Luis F. Castellanos |
| Jèssica Todó Beatriz Alonso Gisela Andrés Carolina Martínez |     |         | Coliseo Luis F. Castellanos |

- 19é partit: Catalunya guanya i pasa als quarts de final on s'enfrontarà a l'amfitriona. Uruguai es queda fora.
- Catalunya ha marcat els seus 8 gols amb 8 golejadores diferents.

| GRUP C       | Pts | PJ | PG | PE | PP | GF | GC | DG |
| ------------ | --- | -- | -- | -- | -- | -- | -- | -- |
| Paraguai     | 4   | 3  | 2  | 0  | 1  | 8  | 5  | +3 |
| Taipei Xinès | 4   | 3  | 2  | 0  | 1  | 8  | 5  | +3 |
| Rússia       | 4   | 3  | 2  | 0  | 1  | 6  | 5  | +1 |
| Brasil       | 0   | 3  | 0  | 0  | 3  | 6  | 13 | -7 |

| 8 de novembre - 20:00                        |     |                         |                             |
| Paraguai                                     | 3-2 | Taipei Xinès            | Coliseo Luis F. Castellanos |
| Anabel Rodríguez Silvia Getto Noelia Barrios |     | Shieh I-Ling Lin Yu-Hui | Coliseo Luis F. Castellanos |

- 5è partit: Àsia s'estrena en un Mundial mitjançant el Taipei Xinés
- És el segon en el qual totes dues seleccions anoten gols

| 9 de novembre - 2:00                                              |     |                                                     |                             |
| Rússia                                                            | 4-3 | Brasil                                              | Coliseo Luis F. Castellanos |
| Elena Merkolova Natalia Zhuraleva Yana Usenko Kristina Prudnikova |     | Cristina Miquelino Claudete Silva Eliana Dos Santos | Coliseo Luis F. Castellanos |

- 8è partit (prèvia): Debuta Brasil als Mundials
- I de la 1a remuntada a la 1a "contra-remuntada": De l'1-0 es passà a l'1-3 i finalment al 4-3.
- Amb tot igualat, Rússia és líder del grup pels gols marcats.

| 10 de novembre - 21:30            |     |                                                      |                             |
| Brasil                            | 2-5 | Taipei Xinès                                         | Coliseo Luis F. Castellanos |
| Tai Ming-Jung (pp) Suzana Pereira |     | Chiang Pei-Ling Lee Yi-Chi 2 Shieh I-Ling Lin Yu-Hui | Coliseo Luis F. Castellanos |

- 14é partit: 1a victoria asiàtica als Campionats del Món
- Com al grup D, es produeix un triple empat a 2 punts a falta del darrer partit
- 2n gol en pròpia porta del campionat
- Shieh I-Lin s'uneix a les altres 8 jugadores que amb 3 gols ocupen el 3r lloc de golejadores i a més a més el seu segon fou el gol número 100 del campionat

| 11 de novembre - 0:30               |     |                  |                             |
| Rússia                              | 2-1 | Paraguai         | Coliseo Luis F. Castellanos |
| Elena Merkolova Kristina Prudnikova |     | Gloria Rodríguez | Coliseo Luis F. Castellanos |

Possibilitats davant la darrera jornada del grup:
| Rúsia-Taipei Xinés                                | Paraguai-Brasil                                 | Variants                                        | 1a                              | 2a                              |
| ------------------------------------------------- | ----------------------------------------------- | ----------------------------------------------- | ------------------------------- | ------------------------------- |
| Guanya Rússia o empaten                           | Guanya Paraguai o empaten                       |                                                 | Rússia                          | Paraguai                        |
| Guanya Rússia                                     | Guanya Brasil per menys de 4 gols de diferència |                                                 | Rússia                          | Taipei Xinés                    |
| Guanya Rússia                                     | Guanya Brasil per més de 3 gols de diferència   |                                                 | Rússia                          | Brasil                          |
| Empaten                                           | Guanya Brasil                                   |                                                 | Rússia                          | Taipei Xinés                    |
| Guanya Taipei Xinés per 1 gol de diferència       | Guanya Paraguai                                 | Triple empat, passen els 2 amb més gols marcats | Rússia, Taipei Xinés o Paraguai | Rússia, Taipei Xinés o Paraguai |
| Guanya Taipei Xinés per més d'1 gol de diferència | Guanya Paraguai                                 |                                                 | Taipei Xinés                    | Paraguai                        |
| Guanya Taipei Xinés                               | Guanya Brasil o empaten                         |                                                 | Taipei Xinés                    | Rússia                          |

| 12 de novembre - 21:30 |     |              |                             |
| Rússia                 | 0-1 | Taipei Xinès | Coliseo Luis F. Castellanos |
|                        |     | Shieh I-Ling | Coliseo Luis F. Castellanos |

- 22é partit (prèvia)
  - Russia serà 1a si no perd. Si perd necessita que Brasil no perda per ser 2a.
  - Taipei Xinés serà 1a si guanya per més d'1 gol. Si empata necessita la victòria del Brasil i si perd també pero per menys de 4 gols.
  - Si no guanya Rússia, Brasil està fora.
- Taipei Xinés és la primera debutant del campionat que pasa a quarts i la primera selecció asiàtica de la històia que ho aconsegueix
- Brasil queda eliminada
- Shieh I-Lin ara és 5a amb 4 gols marcats.

| 13 de novembre - 0:30                              |     |                    |                             |
| Paraguai                                           | 4-1 | Brasil             | Coliseo Luis F. Castellanos |
| Noelia Barrios 2 Anabel Rodríguez Angélica Vásquez |     | Cristina Maquelino | Coliseo Luis F. Castellanos |

- 23é partit (prèvia)
  - Paraguai necessita guanyar per més d'1 gol de diferència o si és per 1 marcar més de 2 gols
  - Rússia necesita que Paraguai no guanyi
- Paraguai es classifica per a quarts deixant fora Rússia

| GRUP D       | Pts | PJ | PG | PE | PP | GF | GC | DG |
| ------------ | --- | -- | -- | -- | -- | -- | -- | -- |
| Txèquia      | 3   | 3  | 2  | 1  | 0  | 14 | 6  | +8 |
| Argentina    | 3   | 3  | 1  | 1  | 1  | 10 | 6  | +4 |
| Estats Units | 2   | 3  | 1  | 0  | 2  | 7  | 12 | -5 |
| El Salvador  | 2   | 3  | 1  | 0  | 2  | 11 | 18 | -7 |

| 7 de novembre - 20:00                                                           |     |                                                       |                             |
| Txèquia                                                                         | 7-3 | El Salvador                                           | Coliseo Luis F. Castellanos |
| Jitka Chlastakova Sarka Holeckova 3 Petra Divisova Sara Pizakova Klara Kahynova |     | Debbie Gómez Estefani Rivas Alejandra Herrera Txèquia | Coliseo Luis F. Castellanos |

- 1r partit (prèvia): Debut d'una selecció centre-americana a un Campionat Mundial
- Jitka Chlastakova marcà el primer gol del II Mundial.
- Sarka Holeckova fa el primer hat-trick i és l'única que ha marcat més d'un gol.

| 9 de novembre - 0:30 |     |                             |                             |
| Argentina            | 1-2 | Estats Units                | Coliseo Luis F. Castellanos |
| Ana Ontiveros        |     | Katie Osborne Rossana Kamal | Coliseo Luis F. Castellanos |

- 7é partit: Estats Units és la primera debutant que aconsegueix guanyar
- El partit amb menys gols, la primera remuntada i la primera sorpresa
- Els 3 gols es marcaren a la segona part i s'avançà Argentina a 9' del final
- La debutant s'imposa a la 5a del passat campionat.

| 10 de novembre - 20:00           |     |                                                                              |                             |
| Estats Units                     | 4-6 | El Salvador                                                                  | Coliseo Luis F. Castellanos |
| Rossana Kamal 2 Andrea Carrara 2 |     | Joselin Rivas Alejandra Herrera Ingrid Ramos 2 Debbie Gómez Karen Landaverde | Coliseo Luis F. Castellanos |

- 13é partit: Triple empat a 2 punts en el grup a falta de jugar-se l'Argentina-Txèquia
- El Salvador se situa com el 3r millor atac amb 9 gols, darrere les 2 classificades
- Debbie Gómez (ES) i Rossana Kamal (EUA) amb 3 gols se situen 3as a la llista de golejadores, juntament amb 6 jugadores més.
- El Salvador protagonitza el primer triomf d'una selecció centre-americana als Mundials

| 11 de novembre - 2:00          |     |                                 |                             |
| Argentina                      | 2-2 | Txèquia                         | Coliseo Luis F. Castellanos |
| Mª Victoria Pintos Paula Leiva |     | Sara Pizakova Jitka Chlastakova | Coliseo Luis F. Castellanos |

- 16é partit: Tercer empat del torneig
- Finalitzada la 2a jornada en els 4 grupos, només hi han 2 seleccions classificades per a 1/4 de final (Veneçuela i Colòmbia) i cap de les 14 restants està eliminada, totes tenen opcions a les 6 places lliures.

Possibilitats davant la darrera jornada del grup:
| El Salvador-Argentina | Txèquia-Estats Units     | Variants                                                       | 1a           | 2a           |
| --------------------- | ------------------------ | -------------------------------------------------------------- | ------------ | ------------ |
| Guanya El Salvador    | Guanya Txèquia o empaten |                                                                | Txèquia      | El Salvador  |
| Guanya El Salvador    | Guanya Estats Unites     |                                                                | El Salvador  | Estats Units |
| Empaten               | Guanya Txèquia o empaten |                                                                | Txèquia      | El Salvador  |
| Empaten               | Guanya Estats Units      |                                                                | Estats Units | Txèquia      |
| Guanya Argentina      | Guanya Txèquia           |                                                                | Txèquia      | Argentina    |
| Guanya Argentina      | Empaten                  |                                                                | Txèquia      | Estats Units |
| Guanya Argentina      | Guanya Estats Units      | La suma de les diferències dels 2 partits es inferior a 5 gols | Estats Units | Txèquia      |
| Guanya Argentina      | Guanya Estats Units      | La suma de les diferències dels 2 partits es superior a 5 gols | Estats Units | Argentina    |

| 12 de novembre - 20:00                                               |     |                    |                             |
| Argentina                                                            | 7-2 | El Salvador        | Coliseo Luis F. Castellanos |
| Ana Ontiveros María Argento 3 Paula Leiva María Pintos Jimena Blanco |     | 2 Karen Landaverde | Coliseo Luis F. Castellanos |

- 21é partit (prèvia): 
  - Si guanya El Salvador es classifica i deixa fora Argentina
  - Si empaten, Argentina també fora i Txèquia a 1/4 abans de jugar. El Salvador necesitaria que Txèquia no perda.
  - Si guanya Argentina, El Salvador eliminada i tot pendent de l'últim partit
- El Salvador es queda fora del Mundial i Argentina assoleix la ventaja que necessitava. Ara li val qualsevol victòria al Txe-USA. L'empat la condena.

| 13 de novembre - 2:00                                           |     |               |                             |
| Txèquia                                                         | 5-1 | Estats Units  | Coliseo Luis F. Castellanos |
| Klara Kahynova Jitka Chlatáková Petra Divisova 2 Barbora Hylova |     | Rossana Kamal | Coliseo Luis F. Castellanos |

- 24é partit (prèvia)
  - La que guanyi anirà als quarts com a 1a amb Argentina com a 2a. Si empaten van les 2 deixant fora les sud-americanes.
- Txèquia es classifica com a 1a de grup i es trobarà als quarts amb Taipei Xinés. L'últim quart serà veinal: Paraguai-Argentina
- Rossana Kamal (EUA) es acomiada del Mundial a la 5a plaça d'anotadores amb 4 gols

## Fase final
- En relació al I Mundial, 6 de les 8 quartfinalistes repeteixen classificació: Veneçuela, Austràlia, Catalunya, Argentina, Colòmbia i Paraguai
- Galícia (no participa) i Rússia (es queda a la fase de grups) són substituïdes per Txèquia (es quedà a la 1a fase a Reus'08) i Taipei Xinés (única debutant als quarts)
- A més de Rúsia queda fora Itàlia (com el 2008) i les restants 6 debutants: El Salvador, Estats Units, Brasil, Uruguai, Marroc i Canadà
- Només Colómbia i Catalunya tenen experiència en semifinals, així que hi hurà 3 noves semifinalistes aquest Mundial.

|  | Quarts de final       | Quarts de final       |                       |           | Semifinals  | Semifinals  |  |  | Final                 | Final |
|  |                       |                       |                       |           |             |             |  |  |                       |       |
|  | 14 de novembre - 2:00 |                       |                       |           |             |             |  |  |                       |       |
|  |                       |                       |                       |           |             |             |  |  |                       |       |
|  | Colòmbia              | 4                     |                       |           |             |             |  |  |                       |       |
|  | Colòmbia              | 4                     | 16 de novembre - 2:00 |           |             |             |  |  |                       |       |
|  | Catalunya             | 0                     |                       |           |             |             |  |  |                       |       |
|  | Catalunya             | 0                     | Colòmbia              | 5         |             |             |  |  |                       |       |
|  | 15 de novembre - 0:30 |                       | Colòmbia              | 5         |             |             |  |  |                       |       |
|  |                       | Argentina             | 0                     |           |             |             |  |  |                       |       |
|  | Paraguai              | Argentina             | 0                     | 3         |             |             |  |  |                       |       |
|  | Paraguai              |                       | 17 de novembre - 2:00 | 3         |             |             |  |  |                       |       |
|  | Argentina             | 4                     |                       |           |             |             |  |  |                       |       |
|  | Argentina             | 4                     | Colòmbia              | 3         |             |             |  |  |                       |       |
|  | 14 de novembre - 0:30 |                       | Colòmbia              | 3         |             |             |  |  |                       |       |
|  |                       | Veneçuela             | 2                     |           |             |             |  |  |                       |       |
|  | Veneçuela             | Veneçuela             | 2                     | 6         |             |             |  |  |                       |       |
|  | Veneçuela             | 16 de novembre - 0:30 |                       | 6         |             |             |  |  |                       |       |
|  | Austràlia             | 2                     |                       |           |             |             |  |  |                       |       |
|  | Austràlia             | 2                     | Veneçuela             | 1         | Tercer lloc | Tercer lloc |  |  |                       |       |
|  | 15 de novembre - 2:00 |                       | Veneçuela             | 1         | Tercer lloc | Tercer lloc |  |  |                       |       |
|  |                       | Txèquia               | 0                     |           |             |             |  |  |                       |       |
|  | Txèquia               | Txèquia               | 0                     | 8         | Txèquia     | 4           |  |  |                       |       |
|  | Txèquia               |                       |                       | 8         | Txèquia     | 4           |  |  |                       |       |
|  | Taipei Xinés          | 3                     |                       | Argentina | 3           |             |  |  |                       |       |
|  | Taipei Xinés          | 3                     |                       |           | 3           |             |  |  |                       |       |
|  |                       |                       |                       |           |             |             |  |  | 17 de novembre - 0:30 |       |
|  |                       |                       |                       |           |             |             |  |  |                       |       |

### Quarts de final
| 14 de novembre - 0:30                        |     |                    |                             |
| Veneçuela                                    | 6-2 | Austràlia          | Coliseo Luis F. Castellanos |
| Astrid Romero Carla Romero Yucelis Camargo 4 |     | 2 Fabiana Perfilio | Coliseo Luis F. Castellanos |

- Prèvia: Totes dues també estigueren (i caigueren) als 1/4 del 2008: Veneçuela amb Rússia i Austràlia davant Catalunya. La guanyadora jugarà la seva 1a semifinal
- Golejadores 1a fase: Yéssica Rodríguez (4) i Caitlin Jarvie (5)
- Yucelis Camargo, amb el seu "pòker" se sitúa com a 2a màxima golejadora amb 8 gols; Fabiana Perfilio 9a amb 4, sumant el doblet d'avui.

| 14 de novembre - 2:00                                      |     |           |                             |
| Colòmbia                                                   | 4-0 | Catalunya | Coliseo Luis F. Castellanos |
| Shandira Wright Natalia Riveros Paula Botero Andrea Garzón |     |           | Coliseo Luis F. Castellanos |

- Prèvia: El quart més fort: L'amfitriona i millor de la 1a fase (actual bronze) contra l'actual campiona.
- Golejadores 1a fase: Paula Botero (12, la millor del campionat) i per Catalunya 8 jugadores es reparteixen els 8 gols
- Colòmbia continua amb el millor atac (41 gols en 4 partits) i la porteria a 0
- Paula Botero segueix sumant i ja en dú 13 gols, Natalia Riveros 3a amb 6, Andrea Garzón 4a amb 5 i Shandira Wright 16a amb 3.
- Amb l'eliminació de l'actual campiona, hi haurà segur final inèdita aquest Mundial

| 15 de novembre - 0:30                    |     |                                             |                             |
| Paraguai                                 | 3-4 | Argentina                                   | Coliseo Luis F. Castellanos |
| Anabel Rodríguez Mara Rolón Ana González |     | 2 Ana Ontiveros Jimena Blanco María Argento | Coliseo Luis F. Castellanos |

- Prèvia: Al duel veinal sud-americà es decidirà qui juga la seva 1a semifinal: A Reus Paraguai caigué davant Colómbia i Argentina front Galícia
- Golejadores 1a fase: Noelia Barrios (3) i María Argento (3)
- María Argento segueix comandant l'Argentina amb 4 gols i ja és 9a, mentre que Ana Ontiveros també entra al top 16 amb els seus 3 gols.

| 15 de novembre - 2:00                                                                                             |     |                                          |                             |
| Txèquia | 8-3 | Taipei Xinès                             | Coliseo Luis F. Castellanos |
| Jitka Chlastáková 2 Adela Zehererova Sarka Holeckova Adela Ondraskova Petra Divisova Sara Pizakova Klara Kahynova |     | Shieh I-Ling Lin Yu-Hui Huang Siang-Ling | Coliseo Luis F. Castellanos |

- Prèvia: Duel de debutants: Les europees es quedaren a la 1a fase fa 5 anys i les asiàtiques jugan el seu primer Mundial, 1a presència asiàtica.
- Golejadores 1a fase: Jitka Chlastakova, Petra Divisova i Sarka Holeckova (3) i Shieh I-Ling (4)
- Txèquia resol la seva eliminatòria amb més diferència que ningú
- Jitka Chlastáková 2 gols més, en dú 5 i és 4a a la taula. Prop d'ella Petra Divisova i Sarka Hleckova amb 4 gols en la 9a posició.
- Per Taipei Xinés, només Shieh I-Ling amb 5 gols (4a) destaca com a golejadora

### Semifinals
Sud-amèrica copa les semis. Les amfitriones són les úniques amb experiència en aquesta fase.
| 16 de novembre - 0:30 |     |         |                             |
| Veneçuela             | 1-0 | Txèquia | Coliseo Luis F. Castellanos |
| Marinel Arquizónez    |     |         | Coliseo Luis F. Castellanos |

- Prévia, líders golejadores: Yucelis Camargo (8) vs Jitka Chlastáková (5)
- Veneçuela té el 2n millor atac (6.5) i la 2a millor defensa (0.8) del campionat.
- Txèquia té el 3r millor atac (5.5) i la 5a millor defensa (2.3)
- Guanyà Veneçuela i hi haurà final sud-americana

| 16 de novembre - 2:00                          |     |           |                             |
| Colòmbia                                       | 5-0 | Argentina | Coliseo Luis F. Castellanos |
| Shandira Wright 3 Paula Botero Natalia Riveros |     |           | Coliseo Luis F. Castellanos |

- Prévia, líderes golejadores: Paula Botero (13) vs María Argento (4)
- Colòmbia és la millor selecció tant en atac (10.3) com en defensa (0.0)
- Argentina ocupa la 6a posició d'atac (3.5) i la 5a en defensa (2.3)
- Shandira Wright marcà el 200é gol del campionat (el segon d'avui)
- Paula Botero no erra i ja en dú 14 gols (2.8 per partit) al campionat.
- Natalia Riveros marca el seu 7é i és la 3a millor golejadora
- Shandira Wright, amb un triplet assoleix la 4a posició amb 6 gols.
- 6 de les 10 jugadores amb més gols són colombianes.

### Partit pel bronze
| 17 de novembre - 0:30                                         |     |                                   |                             |
| Txèquia                                                       | 4-3 | Argentina                         | Coliseo Luis F. Castellanos |
| Sara Pizakova Lenka Steffanova Petra Divisova Sarka Holeckova |     | 2 Jimena Blanco Alejandra Argento | Coliseo Luis F. Castellanos |

- Debut en la lluita per les medalles per a ambdues seleccions
- Europa segueix (almenys) al podi, mitjançant Txèquia
- Petra Divisova y Sarka Holeckova empaten a 5 gols amb Jitka Chastakova al 5é lloc, juntament amb altres 4 jugadores.

### FINAL
| 17 de novembre - 2:00                      |     |                                   |                             |
| Colòmbia                                   | 3-2 | Veneçuela                         | Coliseo Luis F. Castellanos |
| Andrea Garzón Shandira Wright Paula Botero |     | Yucelis Camargo Yessica Rodríguez | Coliseo Luis F. Castellanos |

- Colòmbia campiona amb 6 victòries en 6 partits, 8.2 gols per partit i només 2 encaixats, tots 2 a la final.
- Veneçuela 2a en tot (posició, atac i defensa) encaixà la meitat dels seus 6 gols a la final
- Colómbia única que repeteix podi: bronze el 2008 i or 2013
- Paula Botero finalitzà el campionat amb 15 gols. Natalia Riveros i Shandira Wright 3es amb 7, Andrea Garzón 5a amb 6 i Ingrid Jaramillo 6a amb 5.
- Yucelis Camargo fou la 2a millor golejadora amb 8 gols; Yéssica Rodríguez 6a amb 5.

## Classificació final
| Classificació final | Classificació final |
| ------------------- | ------------------- |
| Or                  | Colòmbia            |
| Plata               | Veneçuela           |
| Bronze              | Txèquia             |
| 4a                  | Argentina           |
| QF                  | Paraguai            |
| QF                  | Austràlia           |
| QF                  | Catalunya           |
| QF                  | Taipei Xinés        |
| 1aF                 | Rússia              |
| 1aF                 | Estats Units        |
| 1aF                 | El Salvador         |
| 1aF                 | Itàlia              |
| 1aF                 | Uruguai             |
| 1aF                 | Canadà              |
| 1aF                 | Marroc              |
| 1aF                 | Brasil              |

## Estadístiques
| Lloc | Jugadora          | Selecció     | Gols |
| ---- | ----------------- | ------------ | ---- |
| 1a   | Paula Botero      | Colòmbia     | 15   |
| 2a   | Yucelis Camargo   | Veneçuela    | 8    |
| 3a   | Natalia Riveros   | Colòmbia     | 7    |
|      | Shandira Wright   | Colòmbia     | 7    |
| 5a   | Andrea Garzón     | Colòmbia     | 6    |
| 6a   | Caitlin Jarvie    | Austràlia    | 5    |
|      | Ingrid Jaramillo  | Colòmbia     | 5    |
|      | Shieh I-Ling      | Taipei Xinés | 5    |
|      | Jitka Chastáková  | Txèquia      | 5    |
|      | Petra Divisova    | Txèquia      | 5    |
|      | Sarka Holeckova   | Txèquia      | 5    |
|      | Yéssica Rodríguez | Veneçuela    | 5'   |

| Lloc | Selecció     | Gols marcats | Mitjana |
| ---- | ------------ | ------------ | ------- |
| 1a   | Colòmbia     | 49           | 8.2     |
| 2a   | Veneçuela    | 29           | 4.8     |
| 3a   | Austràlia    | 18           | 4.5     |
| 4a   | Txèquia      | 26           | 4.3     |
| 5a   | El Salvador  | 11           | 3.7     |
| 6a   | Argentina    | 17           | 2.8     |
| 7a   | Paraguai     | 11           | 2.8     |
|      | Taipei Xinés | 11           | 2.8     |
| 9a   | Estats Units | 7            | 2.3     |
| 10a  | Catalunya    | 8            | 2.0     |
| 11a  | Rússia       | 6            | 2.0     |
|      | Brasil       | 6            | 2.0     |
|      | Canadà       | 6            | 2.0     |
| 14a  | Marroc       | 5            | 1.7     |
| 15a  | Itàlia       | 3            | 1.0     |
| 16a  | Uruguai      | 2            | 0.7     |

| Lloc | Selecció     | Gols rebuts | Mitjana |
| ---- | ------------ | ----------- | ------- |
| 1a   | Colòmbia     | 2           | 0.3     |
| 2a   | Veneçuela    | 6           | 1.0     |
| 3a   | Catalunya    | 6           | 1.5     |
| 4a   | Rússia       | 5           | 1.7     |
| 5a   | Txèquia      | 13          | 2.2     |
| 6a   | Paraguai     | 9           | 2.3     |
| 7a   | Argentina    | 17          | 2.8     |
| 8a   | Austràlia    | 12          | 3.0     |
|      | Taipei Xinés | 13          | 3.3     |
| 10a  | Estats Units | 12          | 4.0     |
| 11a  | Itàlia       | 13          | 4.3     |
|      | Brasil       | 13          | 4.3     |
| 13a  | Uruguai      | 17          | 5.7     |
| 14a  | El Salvador  | 18          | 6.0     |
| 15a  | Marroc       | 29          | 9.7     |
|      | Canadà       | 29          | 9.7     |